# كورتني ريد
كورتني ريد (بالإنجليزية: Courtney Reed)‏ هي مغنية وممثلة أمريكية، ولدت في 1989 في إلجين في الولايات المتحدة.

## وصلات خارجية
- كورتني ريد على موقع IMDb (الإنجليزية)
- كورتني ريد على موقع ميوزك برينز (الإنجليزية)
- كورتني ريد على موقع قاعدة بيانات برودواي على الإنترنت (الإنجليزية)